# Siglophora cymographa
Siglophora cymographa är en fjärilsart som beskrevs av George Francis Hampson 1912. Siglophora cymographa ingår i släktet Siglophora och familjen trågspinnare. Inga underarter finns listade i Catalogue of Life.